# Steelfactory
Steelfactory è il sedicesimo album in studio del gruppo musicale heavy metal tedesco U.D.O., pubblicato nel 2018.

## Tracce
1. Tongue Reaper – 4:25
2. Make the Move – 4:04
3. Keeper of My Soul – 4:02
4. In the Heat of the Night – 4:52
5. Raise the Game – 4:11
6. Blood on Fire – 4:42
7. Rising High – 4:09
8. Hungry and Angry – 4:36
9. One Heart One Soul – 4:56
10. A Bite of Evil – 5:10
11. Eraser – 4:00
12. Rose in the Desert – 4:11
13. The Way – 4:47

## Formazione
- Udo Dirkschneider – voce
- Audrey Smirnov – chitarra
- Kasperi Heikkinen – chitarra
- Fitty Wienhold – basso
- Sven Dirkschneider – batteria